# Трансфинитная последовательность
Трансфинитная последовательность элементов множества {\displaystyle X} — отображение {\displaystyle a\colon [0;\alpha )\to X}, где {\displaystyle \alpha } — некоторый ординал. Ординал {\displaystyle \alpha } называется длиной или типом трансфинитной последовательности {\displaystyle a}.
Частные случаи:
- трансфинитная последовательность длины {\displaystyle n<\omega } — конечная последовательность;
- трансфинитная последовательность длины {\displaystyle \omega } — последовательность в классическом понимании, то есть отображение из множества натуральных чисел.

Множество всех трансфинитных последовательностей элементов множества {\displaystyle X} длины {\displaystyle \alpha } обозначается {\displaystyle X^{\alpha }}, длины меньше {\displaystyle \alpha } — {\displaystyle X^{<\alpha }}, длины меньшей или равной {\displaystyle \alpha } — {\displaystyle X^{\leq \alpha }}.
Для трансфинитных последовательностей аналогично обычным можно определить предел. Пусть {\displaystyle a_{\gamma }} — последовательность элементов топологического пространства {\displaystyle X}, а её длина {\displaystyle \alpha } — предельный ординал (ненулевой ординал не имеющий предшественника). Будем считать, что на {\displaystyle [0;\alpha )} задана порядковая топология. Пределом трансфинитной последовательности называется её обычный топологический предел при стремлении аргумента к {\displaystyle \alpha }.
Трансфинитная класс-последовательность (в широком смысле) элементов класса {\displaystyle X} — либо обычная трансфинитная последовательность, либо класс-функция {\displaystyle a:\operatorname {Ord} \to X}, где {\displaystyle \operatorname {Ord} } — класс всех ординалов. В узком смысле класс-последовательность — класс-функция {\displaystyle a:\operatorname {Ord} \to X}. Обычно под термином класс-последовательность имеют в виду именно класс последовательность в узком смысле, поскольку все остальные трансфинитные класс-последовательности являются трансфинитными последовательностями в обычном понимании.
Примеры класс-последовательностей: иерархия алефов, иерархия фон Неймана.